# Power Macintosh G3
命名為『G3』即「第三代」的Power Macintosh，是由蘋果電腦公司設計生產的個人電腦產品系列；可分為：初期型（三款）Power Macintosh G3（beige） 及 後期型的Power Macintosh G3（Blue and White）。
使用第三代（註）PowerPC CPU：PowerPC 750 (PPC G3) 中央處理器（這是一款採用PowerPC 603e為技術基礎，專為Macintosh設計的處理器，並且針對 Macintosh的軟體進行最佳化，使其效能相對較第二代高階的PowerPC 604e為佳。）
Power Macintosh G3（beige）系列也是最後一個擁有平台式以及一體成型式機型的Power Mac系列。
註：以蘋果Power Mac電腦為準，而並非指全部的PowerPC CPU；可區分為：第一代為PowerPC 601；第二代 PowerPC 603/603e（低階款） ，PowerPC 604/604e/604ev（高階款）。

## 外形
直立式：Power Macintosh G3 (Minitower)   註：簡稱：G3/MT。
平台式：Power Macintosh G3 (Desktop)   註：簡稱：G3/DT。註2：最後一款Power Macintosh桌面機箱型機種
一體成型式：Power Macintosh G3 (All-in-One)  註：簡稱：G3/AiO。註2：最後一款Power Macintosh一體成型機種

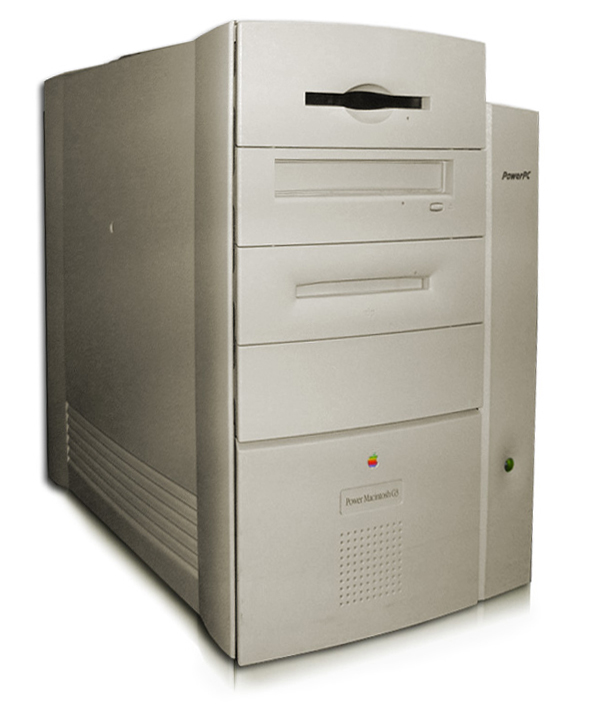
Power Macintosh G3 (Minitower)

## Power Macintosh G3 (beige)
中文使用者慣稱：初代G3、米色（米白色）G3、G3（相對於後續的藍白機）。
1997年發表上市；在外形上，桌面型 (Desktop)  的機殼基本上與Power Macintosh 7200～7600系列一樣，但是多增加了zip Drive，塔式機箱型 (Minitower) 的外形採用類似於Power Macintosh 86/9600系列的設計，但體積稍小，同樣配置zip Drive。
與早期的Power Macintosh相比，大幅度變更主機板設計方向並具備較快的系統匯流排，雖仍於主機板上保留早期 Power Macintosh 所慣例配置的 SCSI 介面，卻也同時加入一般PC上廣為使用的ATA (IDE) 介面，放棄採用價格相對較為昂貴的EDO RAM，轉而使用SDRAM；保留傳統3.5吋軟碟並內建zip Drive；也由於使用者可以自由選擇採用價格相對較為低廉的IDE硬碟及其他周邊與SDRAM等，於發表上市之初便立即受到多數使用者的好評。
作業系統方面，上市時搭載Mac OS 8.0版本，最高可支援至 Mac OS X 10.2.8。 ＊註：可藉由第三方軟體XPostFacto 4安裝Mac OS X 10.4使用。

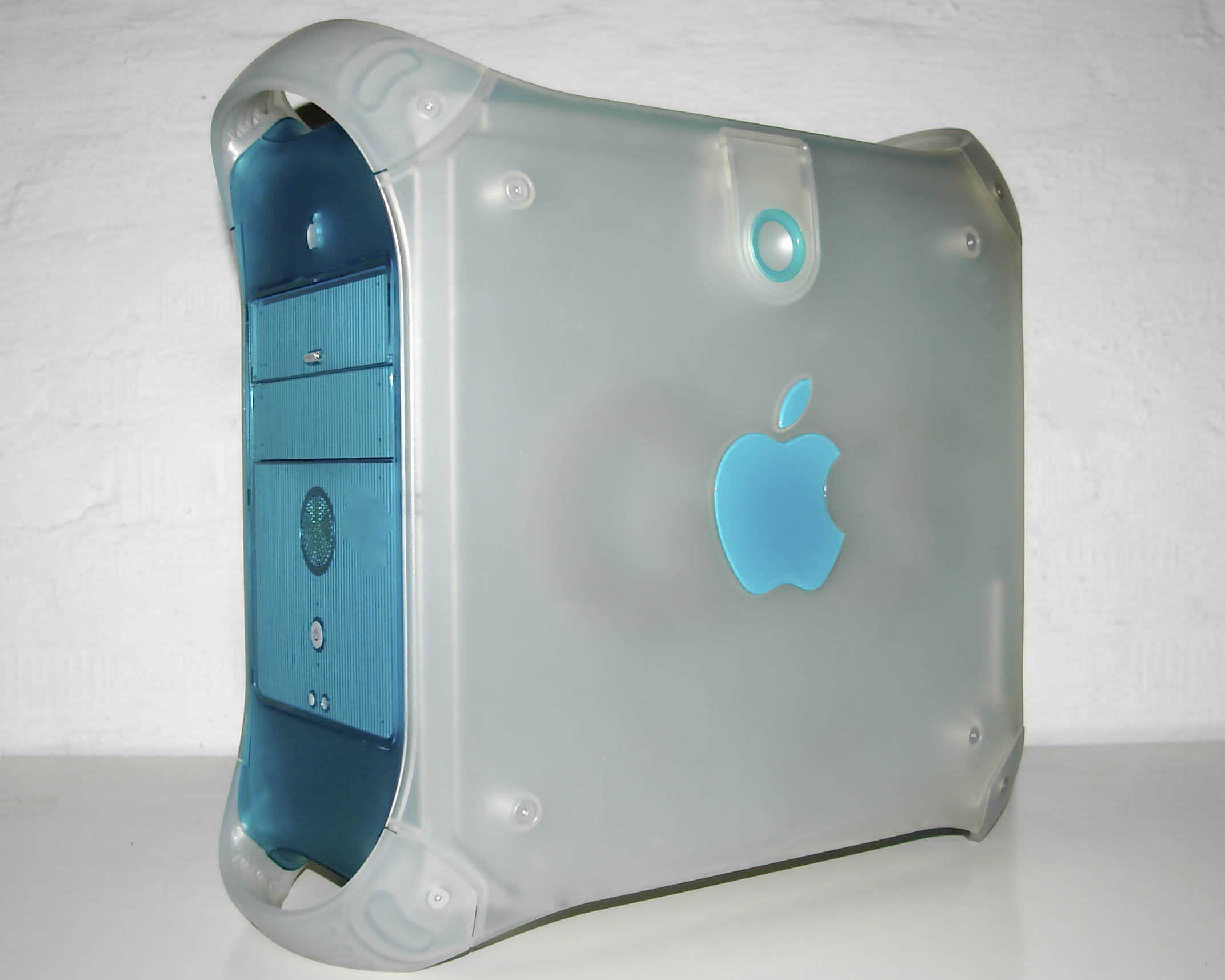
Power Macintosh G3 (Blue and White)"Yosemite"

## Power Macintosh G3（Blue and White）
1999年1月上市，簡稱：G3 B&W、G3 B/W，也因外觀顏色被使用者以中文稱為：藍白機，而研發時代號為：“Yosemite”，部分中文使用者也因此直稱為“優勝美地”。
因為1998年發表的 iMac （一個新產品系列）廣受市場好評，並且某種程度上接續了一體成型款式的產品線（一般消費性或教育市場），故從此起所有的Power Macintosh系列也不再開發一體成型款式機種。
由於在外形設計上大幅改變了傳統電腦米色機箱式的外觀，改用類似iMac風格的藍白配色，引致正反不同的批評，反對者主要針對其革命式的外觀設計多加責難。
硬體部分，具備有更為快速的系統匯流排，內建USB介面及FireWire 400（IEEE 1394a）介面；取消了蘋果長期使用的ADB（Apple Desktop Bus）介面以及 SCSI 介面，並將尚未普及的zip Drive列為選配；也由於取消了ADB介面、SCSI介面...等，於發表上市之初曾受到部分使用者的質疑。
作業系統方面，上市時搭載 Mac OS 8.5.1版本，最高可支援至 Mac OS X 10.4.11。

## Power Express
Power Express是針對高階使用者市場開發的一款機種，採用9600的機殻，在其主機板上擁有12個記憶體插槽以及6個標準PCI 插槽，但在藍白機確定上市後即終止開發，而成為G3系列中傳奇的夢幻機種。參見WiKi Macintosh (jawiki)（页面存档备份，存于）

## Power Macintosh G3列表

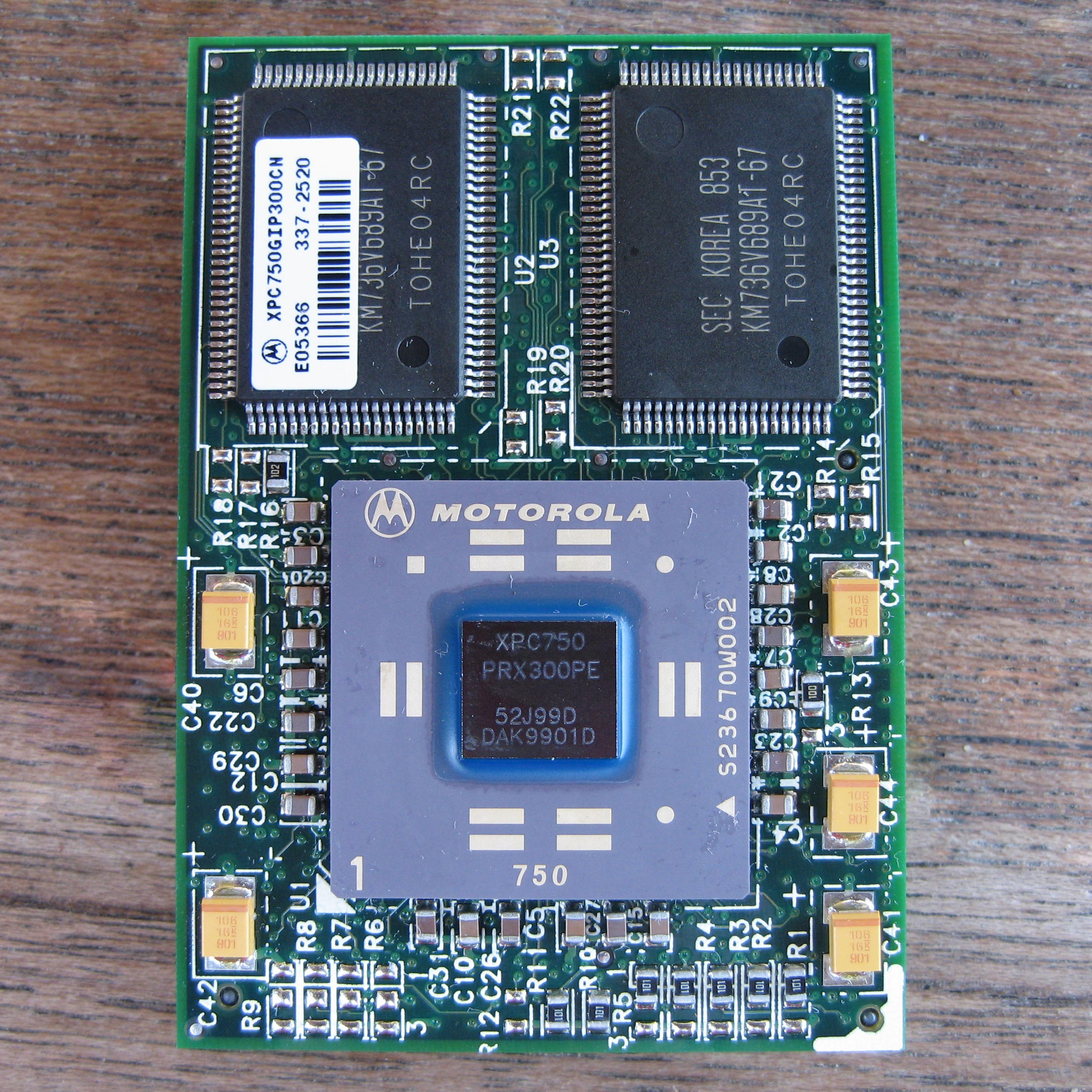
Motorola PowerPC 750處理器

| 機型   | 處理器與時脈        | 上市日期       | 停產日期     | 作業系統 | 效能                  | 處理器升級 |  |
| G3/233 | PowerPC 750 233 MHz | 1997年11月15日 | 1999年1月1日 | 8-10.2.8 | 4.5（與7500/180相比） | 可（ZIF）  |  |
| G3/266 | PowerPC 750 266 MHz | 1997年11月15日 | 1999年1月1日 | 8-10.2.8 | 5.0（與7500/180相比） | 可（ZIF）  |  |